# METRo
Pour les articles homonymes, voir metro.
METRo est un logiciel libre qui fait la prévision de la température et des conditions de la route. L'acronyme signifie Modèle de l'Environnement et de la Température de la Route. C'est un modèle qui a été créé et développé par Environnement Canada en 1999. Depuis septembre 2006 il est distribué sous licence GPL. Il est principalement utilisé par le secteur privé et les gouvernements dans le cadre de la viabilité hivernale.

## Description
Les observations obtenues par une station météorologique routière sont corrélées avec les sorties d'une prévision numérique du temps pour le même endroit par le logiciel. METRo résout le bilan énergétique à la surface de la route et la conduction thermique dans le matériau routier pour calculer l'évolution de sa température grâce aux flux radiatifs. Il tient compte également de l'accumulation d'eau sur la route sous forme liquide et solide.
La prévision de l'état de la route se fait ensuite en trois étapes :
- initialisation du profil de température de la route à partir des observations passées ;
- couplage de la prévision avec les observations pendant la période de chevauchement lorsque la prévision météorologique et les observations en bordure de route sont toutes deux disponibles ;
- la prévision elle-même.

Les informations du modèle de prévision, ainsi que les variations entre les données et la prévision, permettent donc de prévoir les conditions d'intérêt pour la chaussée telles que la formation de verglas, les accumulations de neige, le gel ou dégel du sol. Les sorties sont générées automatiquement mais il est possible pour le météorologue d'apporter des modifications aux intrants en regroupant plusieurs stations voisines pour la même entrée météorologique, ce qui économise du temps de préparation. 
METRo contient un mécanisme pour corriger les erreurs systématiques connues de chaque station. Par exemple, le biais de température des instruments ou le biais de prévision par le modèle à cet endroit.